# انکمپ
انکمپ (به لاتین: Encamp) یک پریش در آندورا با جمعیت ۱۳٬۲۲۵ نفر است.